# Ga Kemigawahama
Ga Kemigawahama (検見川浜駅 Kemigawahama-eki) là ga đường sắt trên Chiba, Nhật Bản, quản lý bởi Công ty Đường sắt Đông Nhật Bản (JR East).

## Tuyến
Ga Kemigawahama được phục vụ bởi Tuyến Keiyō.

## Bố trí ga
Sân ga trên cao gồm 2 sân chờ phục vụ cho 2 ray ở giữa chúng.

### Sân chờ
| 1 | ■ Tuyến Keiyō | cho Soga                     |
| 2 | ■ Tuyến Keiyō | cho Kaihin-Makuhari và Tokyo |

## Lịch sử
Nhà ga mở cửa vào 3 tháng 3 năm 1986.

## Vùng xung quanh
- Văn phòng phường Mihama
- Bưu điện Mihama
- Trường trung học Chiba quận Kemigawa
- Đại học Tokyo Dental College Chiba
- Bệnh viện thành phố Chiba Kaihin

## Liên kết
- JR East Ga Kemigawahama (tiếng Nhật)